# Gynandrobrotica nigrofasciata
Gynandrobrotica nigrofasciata es una especie de insecto coleóptero de la familia Chrysomelidae.
Fue descrita científicamente en 1878 por Martin Jacoby.